# Zanaco FC
Zanaco FC is een Zambiaanse voetbalclub uit de hoofdstad Lusaka. Zanaco staat voor ZAmbia NAtional COmmercial Bank. De laatste jaren heeft de club de traditionele clubs weggeduwd en staat nu aan de top van het Zambiaanse voetbal.

## Erelijst
Landskampioen
2002, 2003, 2005, 2006, 2009
Beker van Zambia
Winnaar: 2002
Finalist: 1998